# Hyaloctoides superhyalinus
Hyaloctoides superhyalinus är en tvåvingeart som först beskrevs av Munro 1929.  Hyaloctoides superhyalinus ingår i släktet Hyaloctoides och familjen borrflugor.
Artens utbredningsområde är Namibia. Inga underarter finns listade i Catalogue of Life.